# كاثلين فيتزباتريك (باحثة)
كاثلين فيتزباتريك (بالإنجليزية: Kathleen Fitzpatrick)‏ هي باحثة أمريكية، ولدت في 23 أغسطس 1967.